# Хенрик Миколай Гурецки
Хѐнрик Мико̀лай Гурѐцки (на полски: Henryk Mikołaj Górecki) е полски композитор и музикален педагог.

## Младост и образование
Хенрик Миколай Гурецки е роден на 6 декември 1933 г. в Черница близо до Рибник, Полша. Баща му е железопътен работник и любител на музиката, но не осигурява на сина си специализирано образование. Едва на 19 години Гурецки е приет в Музикалното училище в Рибник в педагогическо-инструкторски клас. Следва композиция в Държавното висше музикално училище в Катовице (1955 – 1960). На 27 февруари 1958 г. се провежда концерт с негови творби – първият монографичен студентски концерт в историята на висшето учебно заведение. През същата година дебютира на фестивала Варшавска есен с „Епитафия, оп. 12“ (по текстове на Юлиан Тувим). За „Monologhi, оп. 16“ получава награда на Конкурса за млади композитори, организиран от Съюза на полските композитори (1960). На Варшавска есен през 1960 г. са представени „Stropi, оп. 17“, творба, която му спечелва името на водещ авангарден композитор. През 1961 г. заминава за Париж, където е удостоен с втора награда на Биеналето на младите за Първа симфония „1959“, оп. 14. Жени се за пианистката Ядвига Руранска. Дъщеря им Анна е пианистка, а синът Миколай – композитор.

## Преподавателска кариера, награди и отличия
От 1965 г. Гурецки работи в Държавното висше музикално училище в Катовице. Преподава четене на партитури, инструментация и композиция. През 1972 г. получава титла доцента, а през 1975 г. става ректор на висшето учебно заведение. През 1977 г. става професор.
Два пъти е удостоен с отличие от Международната трибуна на композиторите към ЮНЕСКО – с трета награда за „Рефрен“ през 1967 г. и с първа награда за „Ad Maternam“ през 1971 г. Носител е на редица престижни полски награди и отличия, включително Награда на Съюза на полските композитори (1970), Награда „Тотус“ от Фондация на новото хилядолетие към Полския епископат (2002), Командорски кръст със Звезда на Ордена на възродена Полша (2003), Орден „Бял орел“ (2010). Отличен е със Златен кръст на почетния легион на Полския национален съюз в Съединените щати (1994), Award of Highest Honor на Университета Сока в Токио (1996), както и с най-високото папско отличие – Ордена на св. Григорий Велики (2009). Доктор хонорис кауза на редица полски и чуждестранни университети.

## Характеристика на музикалното творчество
Започва кариерата си като краен авангардист. През 60-те години заедно с други полски композитори (Кшищоф Пендерецки, Кажимеж Сероцки) създава ново специфично направление в съвременната музика, известно като соноризъм. През 1976 г. на Варшавска есен представя „3 Симфония на траурните песни“, която бележи нова насока в творческото му развитие. Започва да се стреми към опростяване и редуциране на музикалните изразни средства. Комбинира елементи от средновековната музикална традиция с открития на музиката през ХХ век като додекафонията. През 1992 г. Третата симфония заема челни места в американските и английските музикални класации, а Elektra Nonesuch издава творбата в изпълнение на американската певица Даун Ъпшоу.
Хенрик Миколай Гурецки умира на 12 ноември 2010 г. в Катовице.